# Koninklijke Roeiers Vereeniging Eendracht

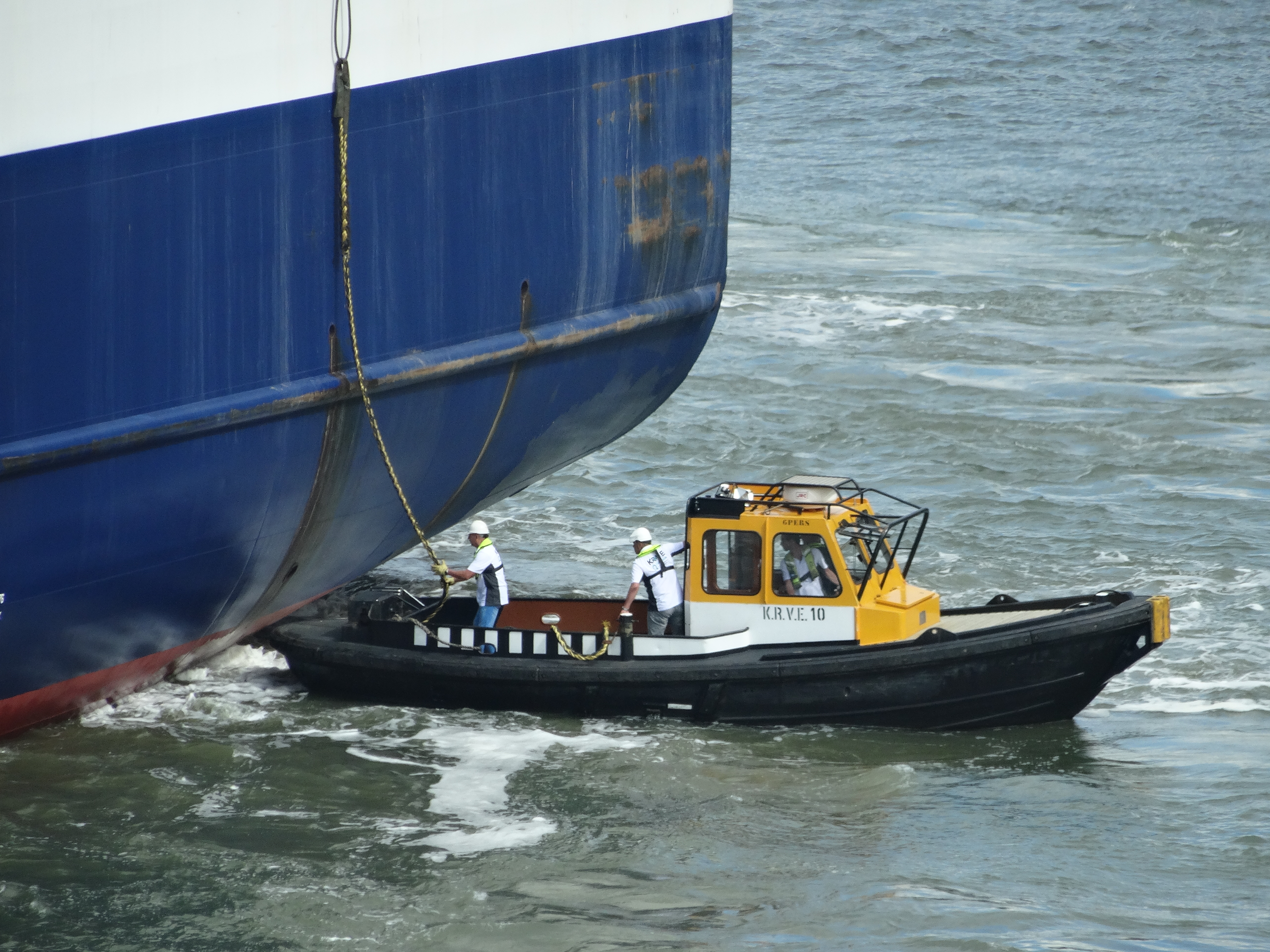
De KRVE 10 in actie tijdens de Wereldhavendagen 2017

De Roeiers Vereeniging Eendracht (KRVE) is opgericht op 1 mei 1895. De leden van de vereniging zijn zelfstandig werkende roeiers die zeeschepen vast- en losmaken. De leden van de vereniging hebben gelijkwaardig zeggenschap. Zij zijn al geruime tijd de enigen die dit werk uitvoeren in de Rotterdamse haven. Tankers en zeeschepen langer dan 75 meter zijn verplicht gebruik te maken van de diensten van de roeiers. 
Bij het 100-jarig bestaan in 1995 kreeg de vereniging het predicaat 'Koninklijk' toegekend.

## Geschiedenis
Het beroep van roeier is terug te voeren op de situatie vanaf het midden van de negentiende eeuw, waarbij in Rotterdam door de sterke groei van de scheepvaart te weinig kades waren. Veel schepen lagen daarom voor korte of vaak langere tijd niet aan de wal, maar 'op stroom' in de rivier of in een haven. Kolen-, erts- en graanschepen benutten zo'n ligplaats ook wel. Voor dergelijk bulkgoed kon men immers aan beide zijden van het schip één of meer drijvende kranen of elevators inzetten. De schepen lagen 'op stroom' vast aan dukdalven, palen, boeien of tonnen. Voor het afmeren werd gebruik gemaakt van kleine roeiboten zoals sloepen en vletten. Zo ontstond de gespecialiseerde beroepsgroep van de roeiers, voor wie het vastmaken van de schepen maar een klein deel van hun inkomsten betekende. Veel interessanter was dat de roeier die het schip vastmaakte meestal ook 'de roei' kreeg, wat hem een aantal weken werk opleverde voor het transport van en aan boord van bemanning en bezoekers.
In eerste instantie waren de roeiers een ongeorganiseerde beroepsgroep: iedereen met een roeiboot kon zich aanbieden bij schepen. De tarieven waren hoog en de dienstverlening slecht, bijvoorbeeld doordat veel roeiers bij slecht weer niet kwamen opdagen. Ook was er de nodige concurrentiestrijd tussen de roeiers, wat soms tot vechtpartijen leidde. In 1880 greep de Havenmeester in. Hij stelde regels en maximumtarieven in en bepaalde dat roeiers in het bezit moesten zijn van een toelating. Waarschijnlijk ook op aanzegging van de havenmeester organiseerden de roeiers zich in verschillende verenigingen. Dat vereenvoudigde het overleg en bovendien konden die organisaties hun leden ook zelf corrigeren. Roeiers konden lid worden van een vereniging, als ze in het bezit waren van een boot en een paar roeispanen en toegelaten werden door de overige leden. Naast de in 1895 door een vijftal bootslieden opgerichte Roeiers Vereeniging Eendracht bestonden diverse andere, concurrerende roeiersbedrijven.
Vlak voor de Tweede Wereldoorlog waren er nog vier roeiersverenigingen in de Rotterdamse haven: de RVE, de firma Troost,  Burg de Man en de graanroeiers van Neptunus. Na de oorlog trok de firma Troost zich terug en ontstond door het samengaan van de overige partijen in 1951 de situatie dat alleen de RVE nog als roeiersvereniging actief was.

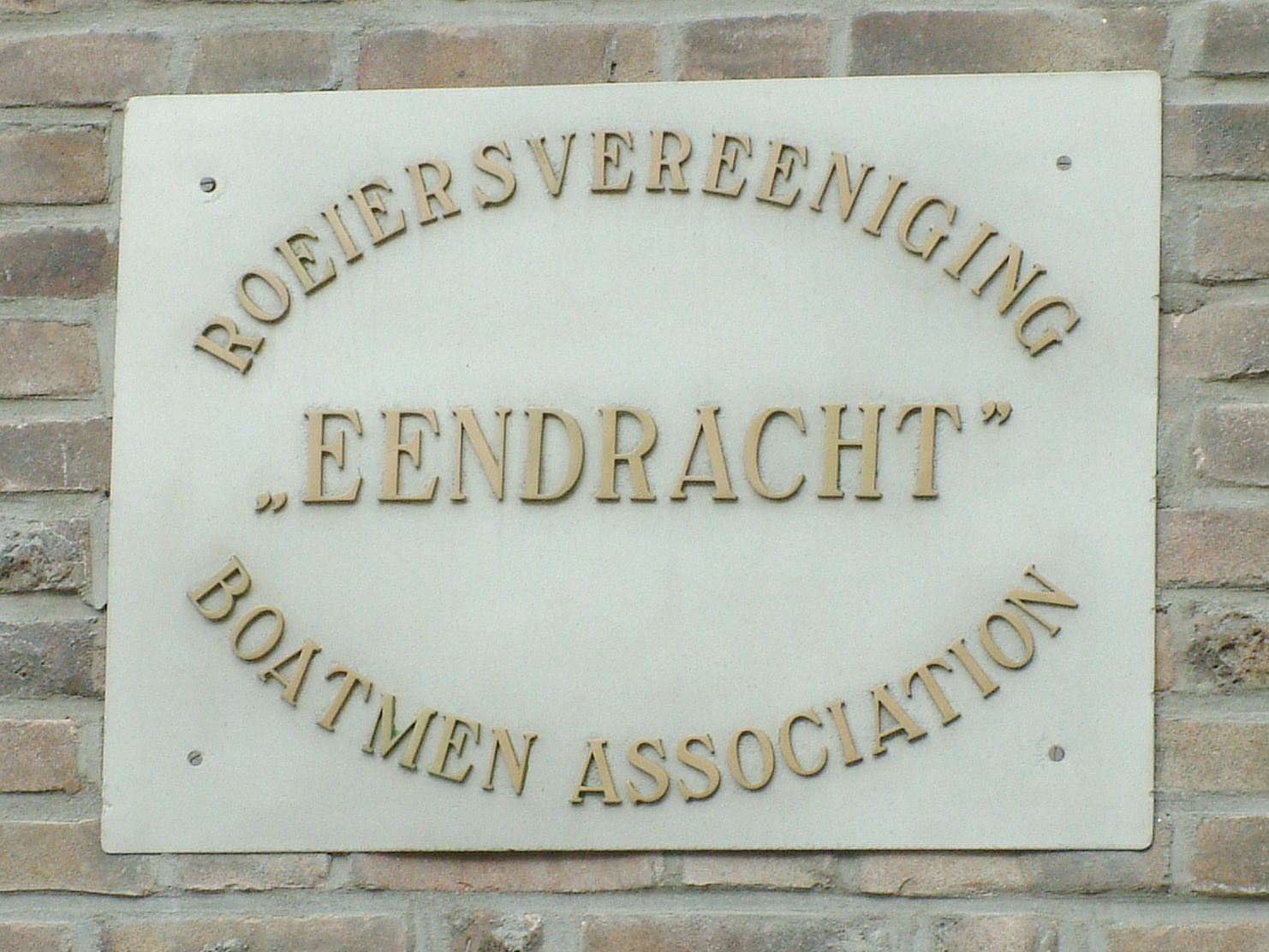
Naamplaat KRVE
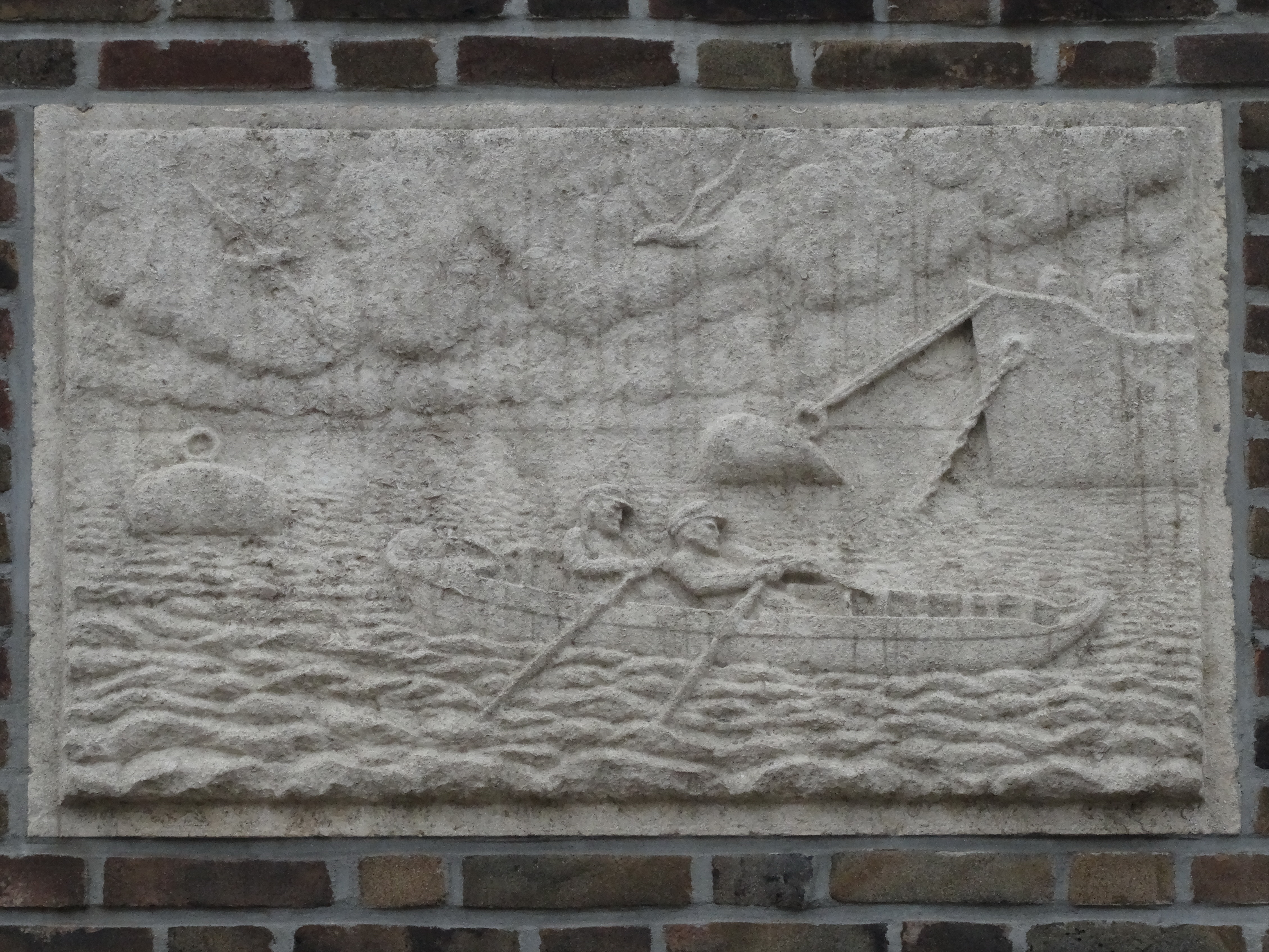
Gevelsteen KRVE
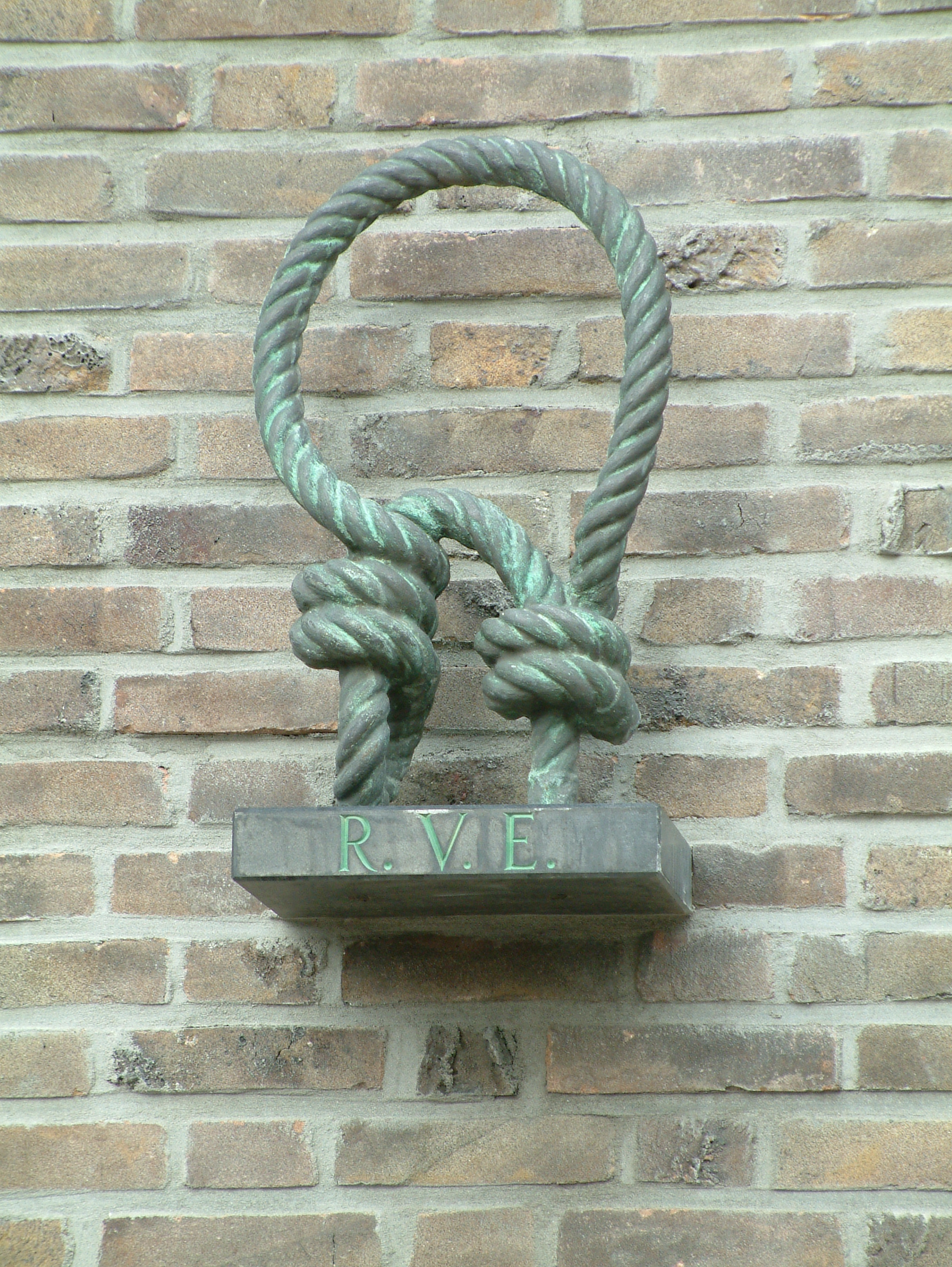
Kunstwerk KRVE

## Activiteiten
De KRVE heeft haar hoofdkantoor aan de Heijplaatweg op Heijplaat, bij de Nieuwe Maas, aan de invaart naar de Waalhaven. Het gebouw uit 1949 is ontworpen door de Schiedamse architect D. (Dirk) Dürrer en in 2008 is er een werfhal naast gebouwd, die gedeeld wordt met een jachtwerf waar de KRVE tevoren al mee  samenwerkte. De vereniging bouwt hier zijn vletten en ander materieel, maar levert ook aan derden. De hal van de werf wordt verwarmd met aardwarmte, via een verwarmingssysteem dat water van 21 graden oppompt van 28 meter diepte.
De belangrijkste activiteiten zijn het altijd en overal waar dat nodig is afmeren, ontmeren en verhalen van zeeschepen. Het 'roeien' gebeurt tegenwoordig met de in eigen beheer vervaardigde gemotoriseerde vletten, zo nodig geassisteerd door een zogenaamde winchwagen. Dit is een speciaal ontwikkeld voertuig met een gemotoriseerde katrol (winch) die de tros binnenhaalt. De vletten zijn voorzien van een hydraulische trosklem, die met een handbeweging kan worden losgegooid.
Binnen de haven verzorgt de KRVE ook het vervoer van loodsen met een combinatie van vaartuigen en taxi’s. Er worden speciaal voor dit doel gebouwde rigid inflatables gebruikt, die snelheden van zestig kilometer per uur kunnen halen. Daarmee worden gemakkelijk de files te land vermeden. Bijzonder is ook het in eigen beheer ontwikkelde hydraulisch systeem, dat op de wal zorgt voor het op permanente spanning houden van de trossen van aangemeerde schepen onder alle weersomstandigheden (beter bekend als ShoreTension®).
De KRVE heeft een vloot van zo'n zestig schepen en werkt vanuit drie posten, te weten Waalhaven, Botlek en Europoort/Maasvlakte. De vletten zijn binnen het havengebied van Rotterdam verspreid over dertien locaties. De circa driehonderd roeiers werken in een vierploegensysteem, waarbij naast een ploeg in de haven ook steeds een ploeg thuis stand-by-dienst heeft.
Sinds begin jaren tachtig verzorgt de KRVE zelf de opleiding van nieuwe roeiers, met vier dagen per week praktijk en een dag per week theorie op het Scheepvaart- en Transport College in Rotterdam. De deelnemers worden in drie jaar opgeleid tot bootsman, en in het vierde jaar dienen ze het groot vaarbewijs te halen. Ze worden vanaf de eerste dag gewoon betaald, in het eerste jaar het minimumjeugdloon, en krijgen gratis bedrijfskleding. Jaarlijks stromen zo'n 20 leerlingen in. Vanaf het tweede jaar dienen zij in de continudienst mee te werken.

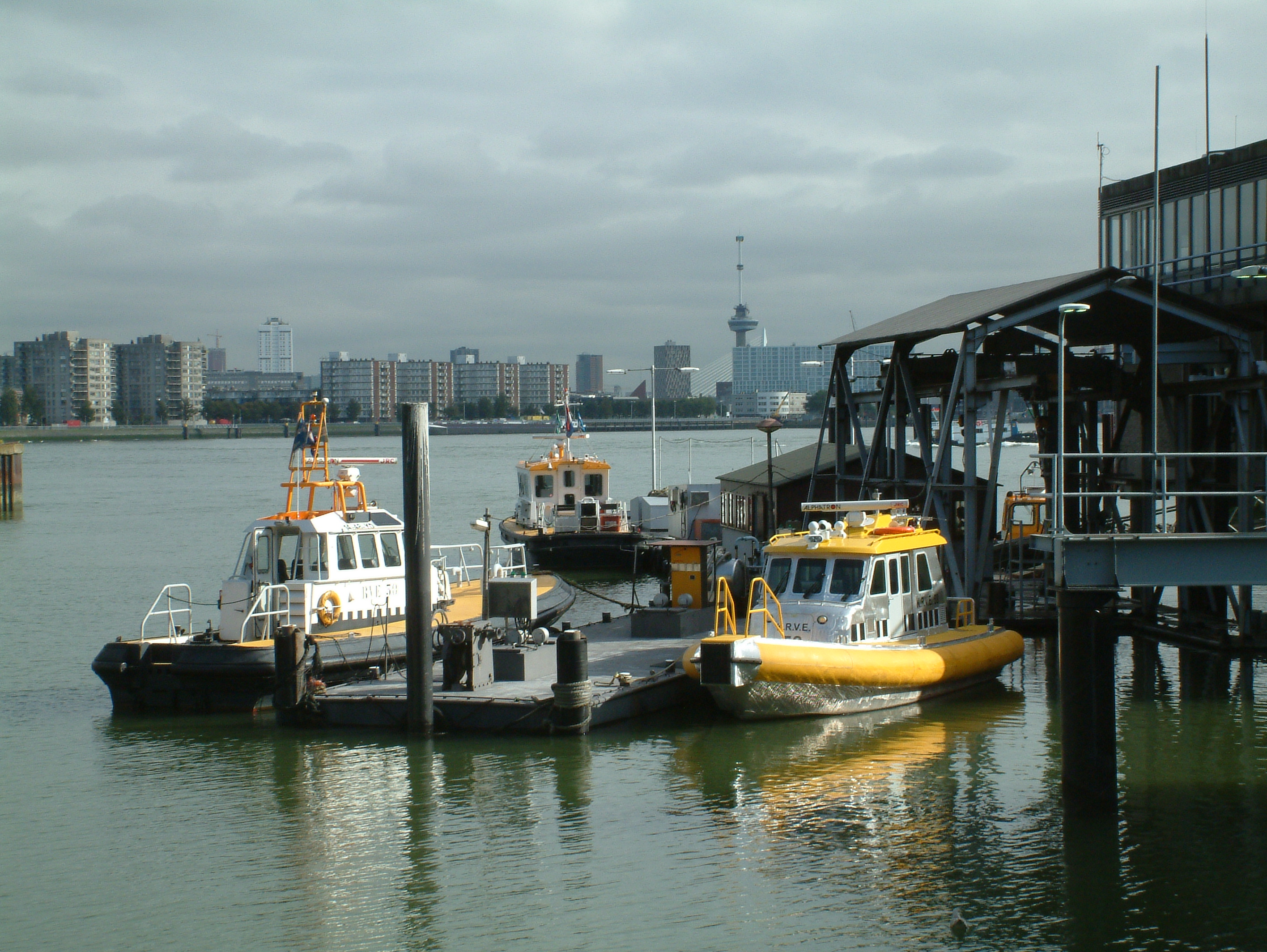
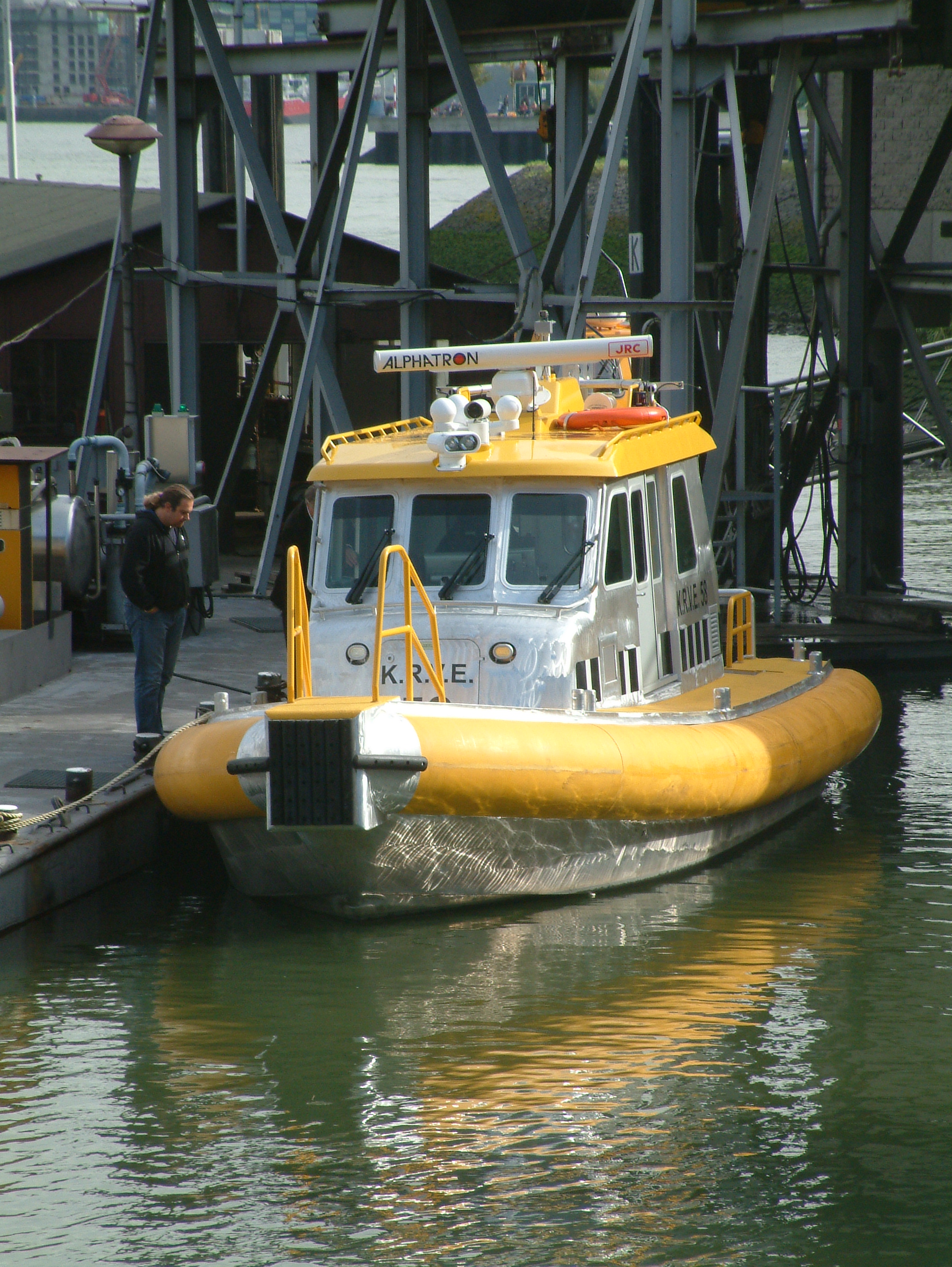
De K.R.V.E. 58
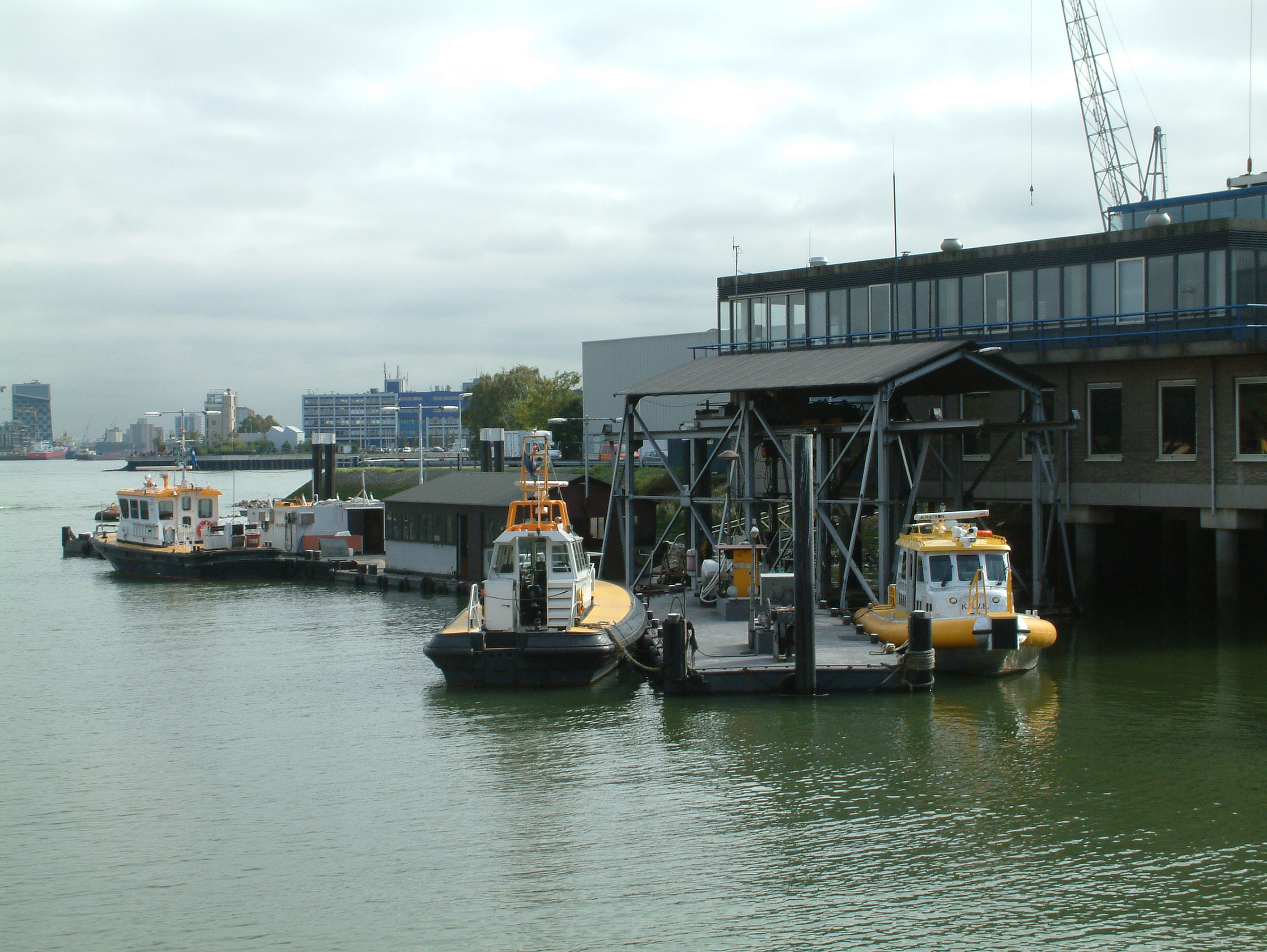
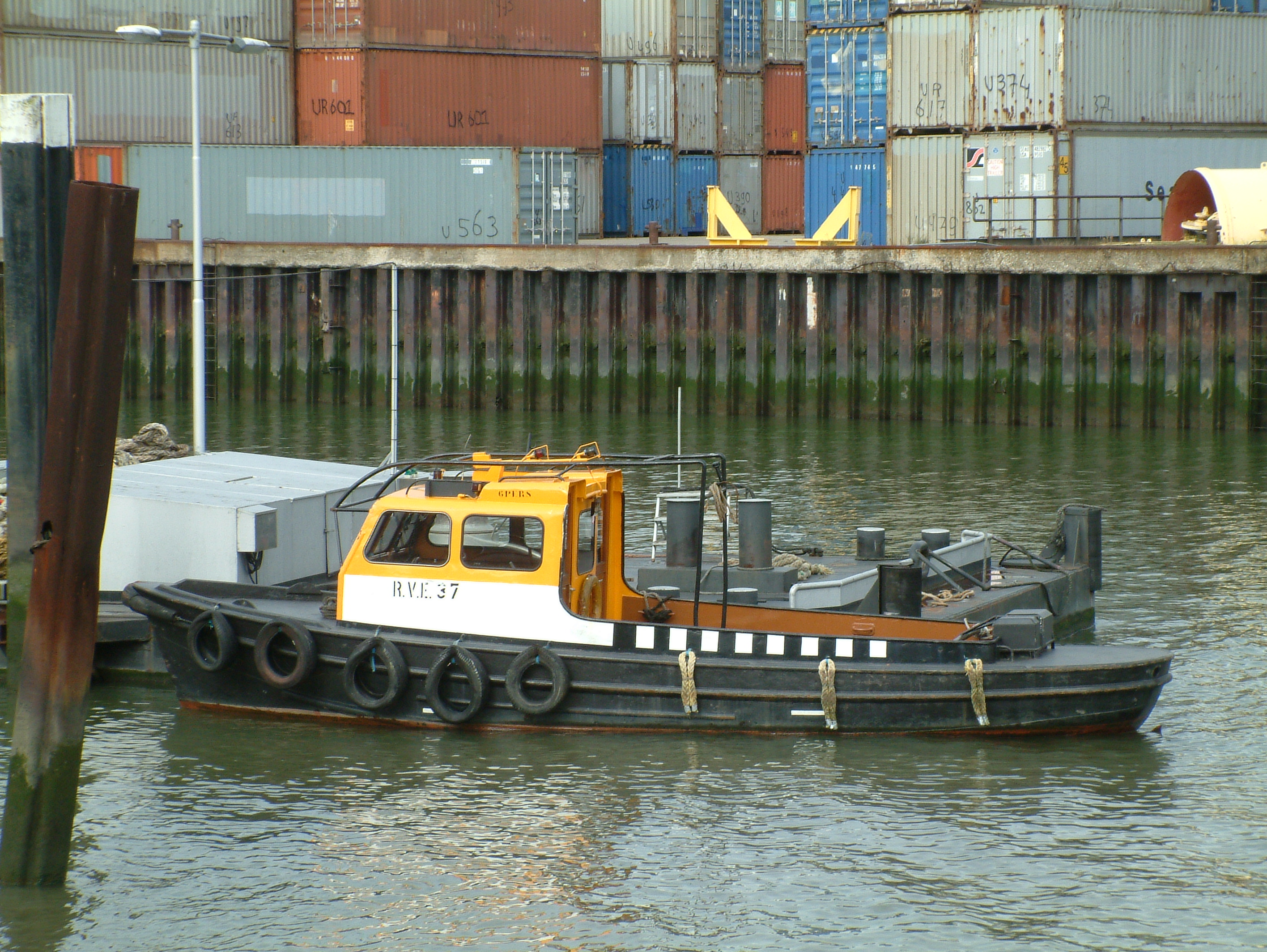
De R.V.E. 37
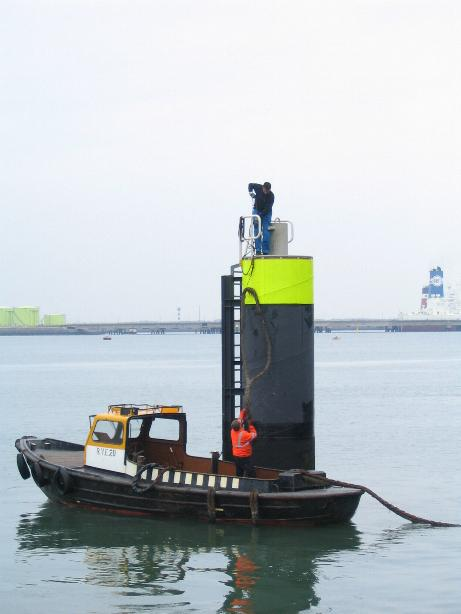
Roeiers aan het werk bij een dukdalf
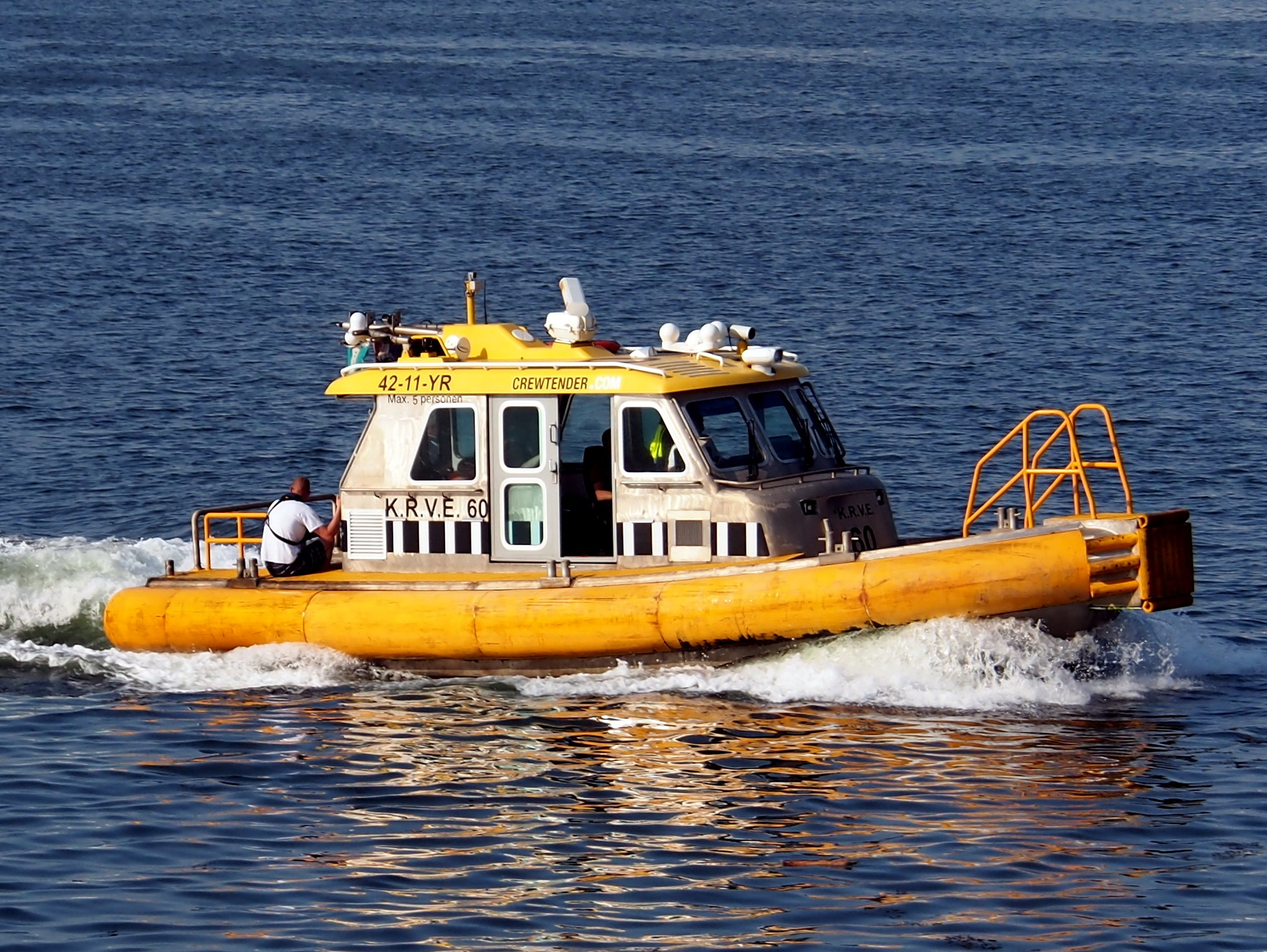
De K.R.V.E. 60 wordt ingezet voor het vervoer van loodsen